# Dolina Pięciu Stawów (miejscowość)
Dolina Pięciu Stawów – miejscowość typu schronisko turystyczne w Polsce położona w województwie małopolskim, w powiecie tatrzańskim, w gminie Bukowina Tatrzańska.
Miejscowość leży w Dolinie Pięciu Stawów Polskich, jedynym zabudowaniem jest schronisko PTTK w Dolinie Pięciu Stawów Polskich.
W latach 1975–1998 Dolina Pięciu Stawów administracyjnie należała do województwa nowosądeckiego.